# Валуевка (Волгоградская область)
Валу́евка — село в Старополтавском районе Волгоградской области России, административный центр Валуевского сельского поселения.

### Улицы
- Ерусланская ул.
- Ильменская ул.
- Молодёжный пер.
- Садовая ул.
- Центральная ул.
- Центральный пер.
- Школьный пер.

## История
Переселившись в Россию в начале XIX в., выходцы с Украины стали проживать вместе, называя свои сёла в память тех мест, откуда они были родом. Так появилась, Полтавка, в которой жили переселенцы из Полтавы, Харьковка, куда перебрались бывшие жители Харьковской губернии, Салтово образовали люди, приехавшие из Салтовки, сейчас это пригород Харькова.
Украинцы основали село Песчанка, назвав его так потому, что вокруг были пески. Обустроились, построили церковь, стали пахать и сеять. Но вековая песчаная целина, взрыхляемая и подымаемая ветрами, стала надвигаться на село. Решили спуститься вниз по реке Еруслан и основать новое село на берегупруда. Долго не могли решить, как село назвать. Переселенцы из Киевской губернии предлагали назвать Киевкой. Однако группа переселенцев из Полтавской губернии была более многочисленной и настояла на названии села Полтавка. Поскольку село Полтавка, ранее возникшее на берегу реки Еруслан в 6 верстах от вновь образованной, носило то же название, было принято решение Полтавку на берегу реки Еруслан назвать «Старой», а только что образованную «Новой».
Село Иловатка обязано своим возникновением выходцам из Тамбовской губернии. Это были государственные крестьяне. Сначала они облюбовали берег Ерика. Ерик имел очень илистые берега и дно, и на жителей указывали, что они с Иловатского Ерика. Название «Иловатка» стало прежде появляться в разговорной речи, а затем перешло в официальные документы.
В начале XIX в. жители города Валуйка основали на берегу реки Еруслан село с одноимённым названием. Вплоть до 1930 г. нынешнее село Валуевка и писалось как Валуйка.
Несколько сёл района носят имена, связанные с реками, на которых они стоят или особенностей местности. Так село Торгун получило название от реки Торгун, а села Белокаменка и Беляевка так названы по цвету песка в этих местах.

## Население
Динамика численности населения по годам:
| 1859 | 1889 | 1897 | 1926 | 1987  | 2002 |
| ---- | ---- | ---- | ---- | ----- | ---- |
| 710  | 1358 | 1764 | 1754 | ≈1000 | 1151 |

| 2010 | 2012  | 2013  | 2014  | 2015  | 2016 | 2017  |
| ---- | ----- | ----- | ----- | ----- | ---- | ----- |
| 1071 | ↘1052 | ↘1047 | ↘1033 | ↘1013 | ↘995 | ↗1002 |
| 2018 | 2019  | 2020  | 2021  |       |      |       |
| ↘988 | ↘964  | ↘961  | ↘958  |       |      |       |